# Johannes Schmidt (lingvist)
 For alternative betydninger, se Johannes Schmidt. (Se også artikler, som begynder med Johannes Schmidt)
Johannes Friedrich Heinrich Schmidt (født 29. juli 1843 i Prenzlau, Brandenburg, død 4. juli 1901 i Berlin) var en tysk sprogforsker.
Schmidt studerede først klassisk filologi i Bonn, drev derefter videregående sprogvidenskabelige studier i Jena under August Schleicher. I 1865 tog han her doktorgraden; 1868 habiliterede han sig i Bonn som docent i sammenlignende sprogvidenskab. I 1873 blev han professor i dette fag ved universitetet i Graz og 1876 i Berlin, hvor han derefter virkede i 25 år. Hans arbejder udmærker sig ved grundig og omfattende lærdom, sikkerhed i metoden og klarhed i bevisførelsen. De vigtigste er Zur Geschichte des indogermanischen Vocalismus (2 bind, 1871—75), Die Verwandtschaftsverhältnisse der indogermnischen Sprachen (1872), Die Pluralbildungen der indogermanischen Neutra (1889), Kritik der Sonantentheorie (1895). I 1880 indtrådte han i redaktionen af Zeitschrift für vergleichende Sprachforschung, i hvilket han har skrevet en række vigtige afhandlinger. I Berlin-Akademiets afhandlinger 1884 offentliggjorde han Die Urheimat der Indogermanen und das europäische Zahlensystem. I 1888 blev han medlem af det danske Videnskabernes Selskab.